# Beate Hintzen
Beate Hintzen, auch Beate Czapla, ist eine deutsche Klassische und neulateinische Philologin.

## Leben
Sie studierte klassische Philologie (Latein, Griechisch), Romanistik und Publizistik an der Westfälischen Wilhelms-Universität in Münster, wo sie das 1. und 2. Staatsexamen in den Fächern Latein und Griechisch ablegte. Sie wurde 1992 in Münster im Fach Lateinische Philologie promoviert und 2014 an der Universität Innsbruck habilitiert. Seit April 1995 lehrt sie als Studienrätin im Hochschuldienst an der Universität Bonn, seit April 2003 als Oberstudienrätin. Von 2003 bis 2007 war sie Vorstandsmitglied, 2007–2010 stellvertretende Vorsitzende und 2010–2013 Vorsitzende der Deutschen Neulateinischen Gesellschaft (DNG).
Ihre Forschungs- und Interessensschwerpunkte sind Rhetorik und Poetologie, Liebeslyrik, Sprachentwicklung und Sprachenwahl.

## Schriften (Auswahl)
- Das Partizip Präsens in Ciceros Reden unter Einbeziehung des Partizip Perfekt der Deponentien. Waxmann, Münster u. a. 1993, ISBN 3-89325-161-8 (zugleich Dissertation, Münster 1992).
- als Herausgeberin mit Susanne Liell und Tomas Lehmann: Vir bonus dicendi peritus. Festschrift für Alfons Weische zum 65. Geburtstag. Reichert, Wiesbaden 1997, ISBN 3-88226-894-8.
- Cicero. De imperio Cn. Pompei und Pro Murena. Vollständige Ausgabe. Eingeleitet und kommentiert von Beate Czapla. Text (Aschendorffs Sammlung lateinischer und griechischer Klassiker). Aschendorff, Münster 1997, ISBN 3-402-02154-4.
  - 2. Auflage, Aschendorff, Münster 2006, ISBN 3-402-02154-4.
- Cicero. De imperio Cn. Pompei und Pro Murena. Kommentar (= Aschendorffs Sammlung lateinischer und griechischer Klassiker). Aschendorff, Münster 2000, ISBN 3-402-02155-2.
- mit Ralf Georg Czapla: Andreas Gryphius. Lateinische Kleinepik, Epigrammatik und Kasualdichtung (= Bibliothek seltener Texte in Studienausgaben. Band 5). Weidler, Berlin 2001, ISBN 3-89693-178-4.
- als Herausgeberin mit Ralf Georg Czapla und Robert Seidel: Lateinische Lyrik der Frühen Neuzeit. Poetische Kleinformen und ihre Funktionen zwischen Renaissance und Aufklärung. 1. Arbeitsgespräch der Deutschen Neulateinischen Gesellschaft in Verbindung mit der Werner Reimers Stiftung Bad Homburg (= Frühe Neuzeit. Studien und Dokumente zur deutschen Literatur und Kultur im europäischen Kontext. Band 77). Niemeyer, Tübingen 2003, ISBN 3-484-36577-3.
- als Herausgeberin mit Marc Laureys und Karl August Neuhausen: Bonna solum felix … Bonn in lateinischen Texten der Neuzeit. Ausgewählte Texte aus fünf Jahrhunderten mit Einleitungen, Übersetzungen und Erläuterungen. Rheinland-Verl., Köln 2003, ISBN 3-7927-1881-2.
- Johann Valentin Andreae. Gesammelte Schriften. Bd. 1,1: Autobiographie. Bücher 1 bis 5. Frommann-Holzboog, Stuttgart-Bad Cannstatt 2012, ISBN 3-7728-1427-1.
- Johann Valentin Andreae. Gesammelte Schriften. Bd. 1,2: Autobiographie. Bücher 6 bis 8. Kleine biographische Schriften Frommann-Holzboog, Stuttgart-Bad Cannstatt 2012, ISBN 3-7728-1449-2.
- als Herausgeberin mit Roswitha Simons: Norm und Poesie. Zur expliziten und impliziten Poetik in der lateinischen Literatur der Frühen Neuzeit. 4. Arbeitsgespräch der Deutschen Neulateinischen Gesellschaft (= Frühe Neuzeit. Studien und Dokumente zur deutschen Literatur und Kultur im europäischen Kontext. Band 178). de Gruyter, Berlin u. a. 2013, ISBN 3-11-029300-5.
- Paul Flemings Kußgedichte und ihr Kontext (= Super alta perennis. Studien zur Wirkung der Klassischen Antike. Band 16). V & R Unipress, Göttingen u. a. 2015, ISBN 3-8471-0069-6 (zugleich Habilitationsschrift, Innsbruck 2014).
- als Herausgeberin: Lateinische Literatur des Barock. Inhalte, Formen und Funktionen (= Poesis, Band 3). Brill/Fink, Berlin 2025, ISBN 978-3-7705-6941-0.